# Saint-Paul-Trois-Châteaux
Saint-Paul-Trois-Châteaux – miejscowość i gmina we Francji, w regionie Owernia-Rodan-Alpy, w departamencie Drôme.
Według danych na rok 1990 gminę zamieszkiwało 6789 osób, a gęstość zaludnienia wynosiła 308 osób/km² (wśród 2880 gmin regionu Rodan-Alpy Saint-Paul-Trois-Châteaux plasuje się na 119. miejscu pod względem liczby ludności, natomiast pod względem powierzchni na miejscu 423.).

## Galeria

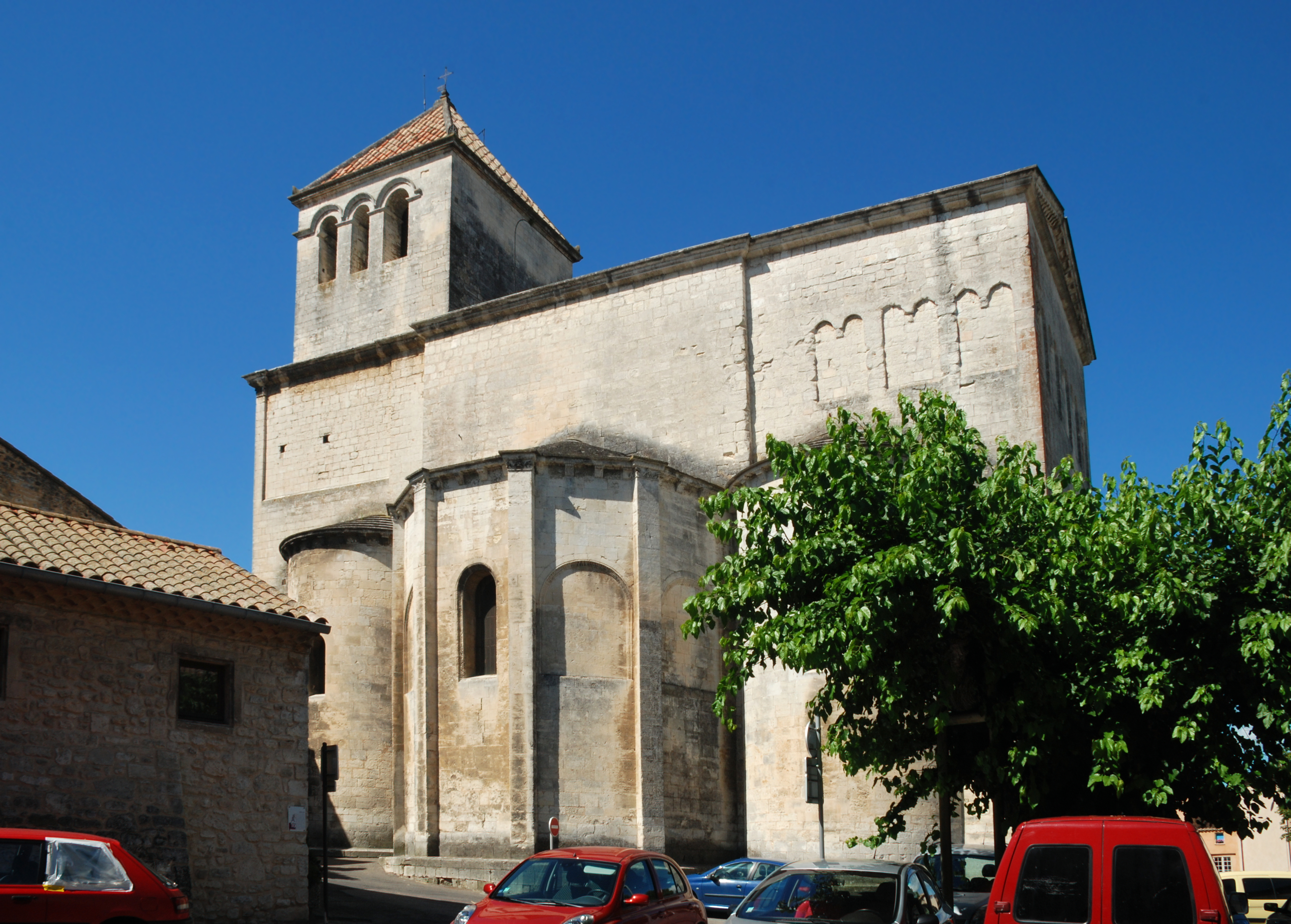
Katedra Matki Bożej, 2008
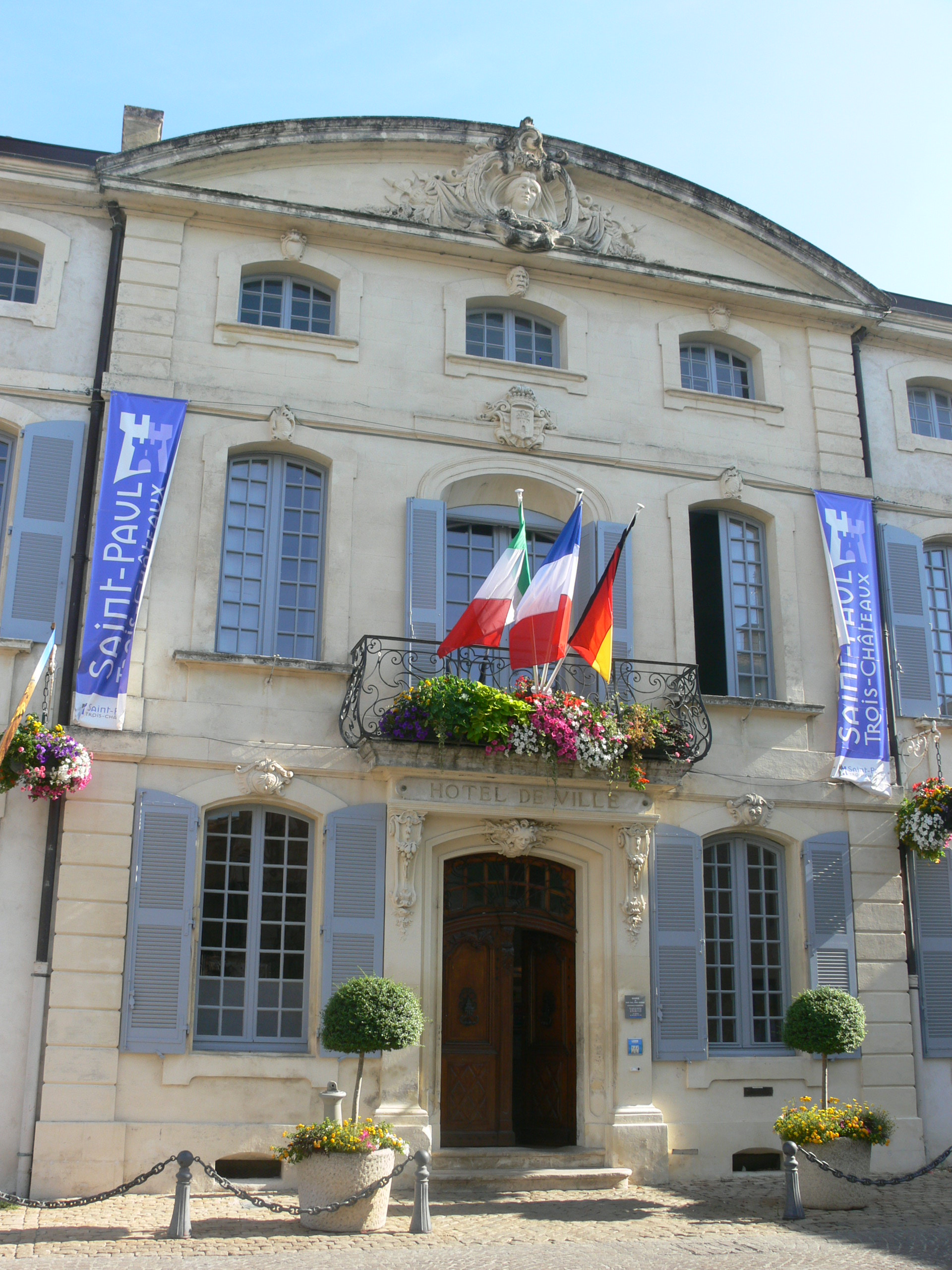
Ratusz, 2011
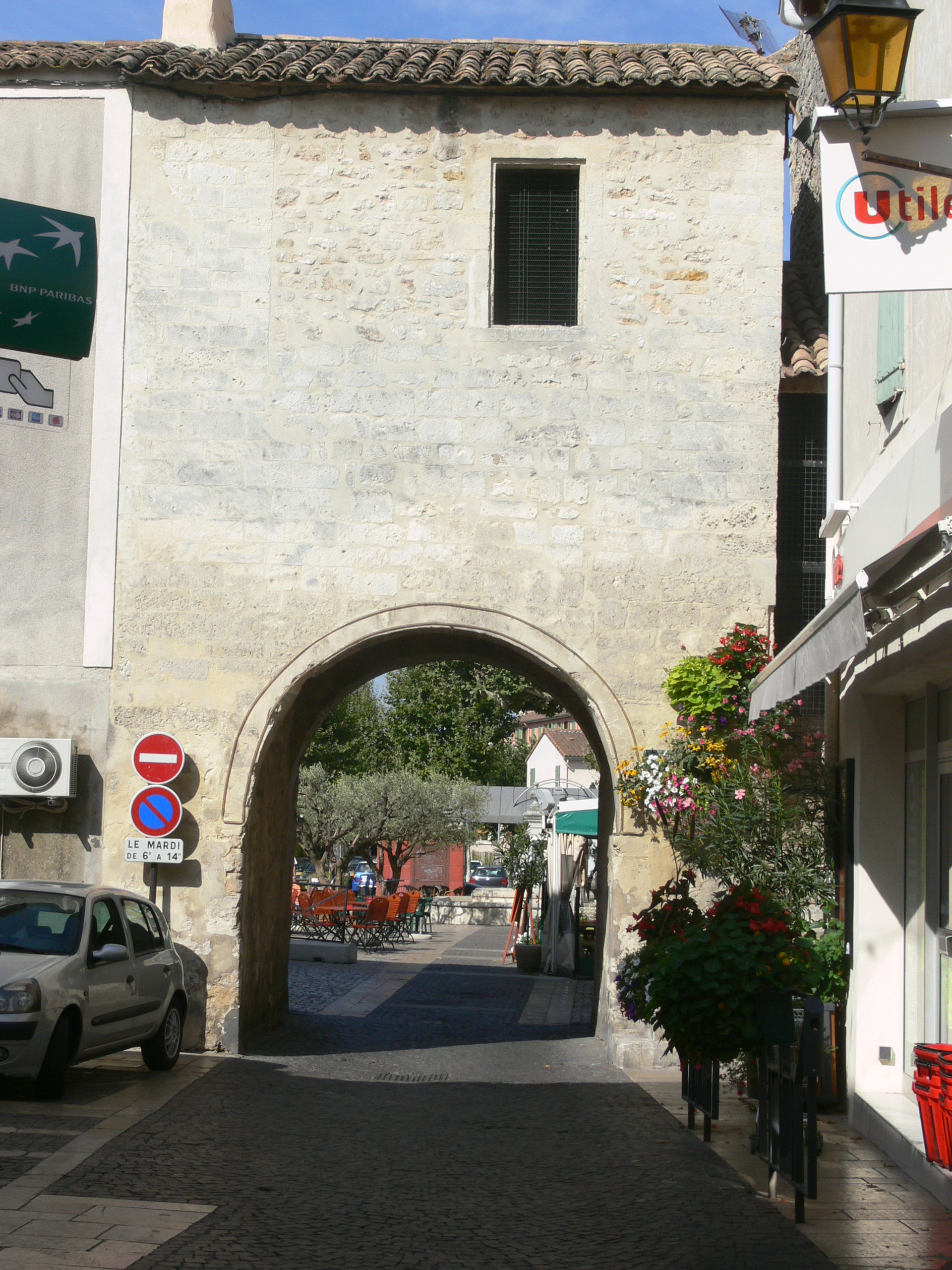
Brama Matki Bożej, 2011